# 小松多喜雄
小松 多喜雄（こまつ たきお、1909年（明治42年）3月20日 - 1982年（昭和57年）8月4日）は、昭和期の実業家、政治家。塩尻市長（初代）。

## 経歴
長野県東筑摩郡塩尻村（塩尻町を経て現塩尻市）で生まれた。1922年（大正11年）旧制松本商業学校5年次中途退学。家業の運送業に従事。1928年（昭和3年）から鉄道小運送業に従事（美勢運送合資会社勤務）し、1941年（昭和16年）から貨物自動車業を営む（塩尻陸運取締役）。1944年（昭和19年）5月、中信興業代表取締役に就任。1946年（昭和21年）に小松組（信州急送などを経て現信州名鉄運輸）を創業し、長野県内におけるトラック運送業の先駆けとなる。
1942年（昭和17年）5月、塩尻町会議員に選出され、1952年（昭和27年）塩尻町教育委員、塩尻町消防団長を務め、1955年（昭和30年）2月に塩尻町長に当選。昭和の大合併では周辺4ヶ村との合併を推進し、1959年（昭和34年）4月に初代塩尻市長に就任。1967年（昭和42年）4月に退任するまで2期務めた。在任中は小中学校の統廃合、塩尻市営球場、塩尻市民会館の建設に着手した。
1968年（昭和43年）7月、美勢タクシー代表取締役会長となり、1969年（昭和44年）からは塩尻商工会議所会頭に就任した。